# Масаши Камекава
Масаши Камекава (јап. 亀川 諒史; 28. мај 1993) јапански је фудбалер.

## Каријера
Током каријере играо је за Шонан Белмаре, Ависпа Фукуока, Кашива Рејсол и V-Varen Nagasaki.

## Репрезентација
Са репрезентацијом Јапана наступао је на олимпијским играма 2016.